# Phyllonorycter aceripestis
Phyllonorycter aceripestis là một loài bướm đêm thuộc họ Gracillariidae. Nó được tìm thấy ở Tajikistan và Turkmenistan.
Ấu trùng ăn Acer regeli và Acer turkestanicum. Chúng ăn lá nơi chúng làm tổ.